# Восход луны (Коты-Воители)
«Восход луны» (англ. Moonrise) — детский фантастический роман, вторая книга цикла «Новое пророчество», изданная в августе 2005 года.

## Аннотация
Люди продолжают уничтожать лес, обрекая котов на гибель от голода и болезней. Только возвращение посланников Звёздного племени может дать отчаявшимся котам надежду на спасение. Но обратный путь окажется для юных воинов гораздо опаснее прежней дороги. Смерть подстерегает их в пустынных скалах, где друзей ждет встреча с загадочным кланом горных котов. Юные воители полны отваги и решимости, но они не подозревают, какую страшную цену им придется заплатить за свою верность дружбе и воинскому долгу.

## Сюжет
Коты-путешественники отправляются в обратный путь. Полночь и Пурди провожают их, и барсучиха убеждает воителей идти домой через горы. Пурди пытается возразить, но Полночь не дает ему вставить слово. Коты следуют ее совету.
Тем временем разрушение леса начинается: чудища Двуногих сходят с Гремящей Тропы и вгрызаются в лес. Обеспокоенный этим, Огнезвёзд решает поговорить с Чернозвёздом о проблеме и ведет патруль к соседям, но те настроены враждебно. Сначала они затевают драку, а потом Чернозвёзд отказывается слушать Грозового предводителя и выгоняет его со своей земли. Листвичка и Медуница идут в племя Ветра по тому же самому поводу. Они замечают, что Двуногие разворотили часть территории племени Ветра, но поговорить не удалось — патруль прогоняет их со своей территории прямо на земли Речного племени. Там за них вступается Мотылинка, она же и помогает им избежать встречи с ее братом Коршуном. Постепенно Мотылинка становится подругой Листвички. Вскоре Листвичка догадывается, что её новая подруга и Коршун — дети Звездоцапа.
В это время путешественники проходят через горы. Между Ласточкой и Грачиком появляется симпатия друг к другу. В один день всех шестерых котов смывает со скалы разлившийся горный поток, но они выживают. Выбравшись из воды, воители встречают незнакомых котов, которые очень странно смотрят на Урагана и отводят путников в свое убежище. Там воители узнают о Клане Падающей Воды, живущем в горах. Роль предводителя и целителя у них выполняет один кот — Камнесказ. Камнесказ приглашает путешественников отдохнуть в Клане. Воители замечают, что клановые коты выглядят испуганными и затравленными, однако ничего не рассказывают гостям. Путников все время сопровождает отряд из клановых охотников и пещерных стражей, в Клане Ураган знакомится с кошкой по имени Речушка, и она ему очень нравится. Но когда воители решают покинуть горы, Клан их не отпускает. Они узнают о пророчестве, по которому серебряный кот спасет Клан от Острозуба — ужасного льва без гривы, уничтожающего горных котов. Клан думает, что кот из пророчества — Ураган, и отделяет его от товарищей. Но те уходят и решают вернуться за Речным воином ночью. Когда они возвращаются в пещеру Клана, то видят Острозуба. Воспользовавшись общей суматохой, воители уводят Урагана.
А в старом лесу Двуногие начинают травить кроликов, чьи тушки теперь валяются на территории племени Ветра. Отведавший такого кролика кот умирает от отравления. Однажды Рябинка съедает одного, не послушавшись приказа Огнезвезда, и умирает. Одновременно с этим пропадают Белохвост и Яролика. От голода умирает дочь Тростинки и Дыма Хвоинка. Листвичка думает, что Белохвоста и Яролику могли поймать Двуногие, и идет на разведку, но сама попадает в их западню.
Путешественники встречают в горах трех бывших котов Клана, которые когда-то тоже были избраны, чтобы уничтожить Острозуба. Камнесказ запретил им возвращаться, пока горный лев не будет убит. Поразмыслив, Ураган решает вернуться и попробовать помочь Клану Падающей Воды. Вместе с изгнанниками и своими друзьями они приходят в пещеру и рассказывают Камнесказу свой план: подбросить Острозубу набитого смерть-ягодами кролика. Все принимаются за работу. Один из вернувшихся изгнанников — Коготь — ранит лапу и оставляет кровавый след на камне, чтобы привлечь Острозуба. Однако тот приходит слишком рано и сразу бросается на котов, не обращая никакого внимания на кролика. Грачик не успевает спрятаться, и пума устремляется к нему. В это мгновение Ласточка понимает, что серебряный кот — это она, и сбивает своим телом камень с потолка пещеры. Глыба падает на Острозуба и убивает его, но погибает и Ласточка, сильно ударившись о пол пещеры. Клан празднует освобождение от горного льва, а путники с горечью хоронят Ласточку у водопада и уходят из гор.

## История публикации
«Восход луны» был опубликован в твердом переплете HarperCollins 25 июля 2005 г. в Канаде и 2 августа 2005 г. в США и Великобритании. Книга была выпущена в мягкой обложке 25 июля 2006 г. и в виде электронной книги 6 ноября 2007 г. Книга была переведена на различные иностранные языки: она была выпущена на русском языке в октябре 18, 2005, OLMA Media Group, на японском, 18 марта 2009, Komine Shoten, и на французском, 5 марта, 2009, Pocket Jeunesse. Китайская версия была опубликован 30 апреля 2009 года Morning Star Group. Немецкий перевод был опубликован 19 февраля 2011 г. компанией Verlagsgruppe Beltz.

## Критика и продажи
«Восход луны» получил в основном положительные отзывы от критиков. Салли Эстес, пишущая для Booklist, похвалила книгу за её «окончание, которое оставит читателей в ожидании следующей книги», а также за подозрительную возможность уничтожения леса. Рецензент для Horn Book Review дал положительный отзыв, высоко оценивая сюжет, персонажей и письмо. Рецензент заявил, что «Хантер успешно вплетает характер, сюжет и хорошее написание в другую читаемую историю».
Хилари Уильямсон, пишущая для BookLoons, дала книге положительный отзыв, назвав её «захватывающей» и «захватывающим эпосом». Рецензент Kirkus Reviews раскритиковал роман за обыденное написание, легко путаемые имена и использование слов «мяуканье» вместо «сказал». Рецензент отметил, что сюжет «омрачен той же драгоценностью своего предшественника», но похвалил сюжет за его «повышенную сложность» и напряженное написание, написав, что «небольшой поворот сюжета освежает, а неопределённость постепенно приближается к финальной партии».
Роман также упоминается как содержащий «магию, фантазию и героическое приключение», и был рекомендован поклонникам Гарри Поттера в качестве возможного материала для чтения после окончания этой серии. Книга также занимала 121-е место в списке бестселлеров USA Today’s в течение недели с 11 августа 2005 года. Работа была также успешна и в Канаде, достигнув седьмой строки в списке детских бестселлеров Leader-Post, и оставаясь в топ-15 в течение семи недель. В магазине «Fairfield», Большая Виктория, «Восход луны», как сообщается, был более популярен, чем Гарри Поттер.